# Zugbrand von Godhra
Der Zugbrand von Godhra am 27. Februar 2002 war nach der letztendlich 2011 abgeschlossenen gerichtlichen Aufarbeitung Folge eines Brandanschlages auf einen Zug der Indian Railways im Bahnhof Godhra Junction in Godhra, Bundesstaat Gujarat, Indien. 59 Menschen starben. Das Ereignis war die Initialzündung für größere Unruhen, Pogrome und Ausschreitungen in Gujarat, bei denen 1000–2000 Menschen ums Leben kamen.

## Ausgangslage
Im Februar 2002 strömten tausende von Hindu-Pilgern aus Gujarat nach Ayodhya, Verehrer des Gottes Rama, die auch unter der Bezeichnung Ramsevaks bekannt sind, und der fundamentalistischen Bewegung Vishva Hindu Parishad zugerechnet werden, um an der Zeremonie Purnahuti Maha Yagna teilzunehmen. Ayodhya gilt als der Geburtsort des Gottes Rama. Die Geburt soll genau an der Stelle stattgefunden haben, an der ab 1528 die Babri-Moschee stand. Anhänger von Vishva Hindu Parishad hatten die Moschee 1992 abgerissen und wollten an dieser Stelle den Ram-Janmabhumi-Tempel (wieder)errichten. Der Kontext des folgenden Geschehens war daher religiös aufgeladen und zugleich politisch brisant.
Etwa 2000 bis 2200 Hindu-Pilger reisten mit dem Sabarmati Express (Zug Nr. 9166), der von Muzaffarpur nach Ahmedabad unterwegs war, von dem religiösen Fest zurück. Der Zug war voll besetzt, als er gegen 7:43 Uhr mit vier Stunden Verspätung den Bahnhof von Godhra erreichte. Die Ausfahrt des Zuges aus dem Bahnhof misslang, weil die Notbremse gezogen wurde. Er kam noch vor dem Ausfahrsignal wieder zum Stehen.

## Hergang
Nach dem lange umstrittenen und letztendlich 2011 gerichtlich festgestellten Tathergang wurde der Zug aus der Menge auf dem Bahnhof mit Steinen beworfen und versucht, in ihn einzudringen. Dies gelang unter anderem den Mitgliedern einer Gruppe, die sich am Abend zuvor in Godhra getroffen und zu einem Anschlag auf den Zug verabredet hatte. Sie hatten 140 Liter Petroleum besorgt und gelagert. Es gelang ihnen, die Außentür zu einem Vorraum des Schlafwagens Nr. 6 aufzubrechen, dort Petroleum hineinzuschütten und sofort anzuzünden – so die Feststellungen der Spurensicherung. Der Wagen brannte aus, drei weitere brannten ebenfalls. Vielen Reisenden gelang es nicht mehr, die Wagen zu verlassen, sie verbrannten.
Nach alternativer Sichtweise handelte es sich gar nicht um einen Anschlag, sondern um einen im Zug ausgebrochenen Brand. Zu diesem Ergebnis kam zeitweilig eine von der Bundesregierung und dem indischen Eisenbahnministerium eingerichtete Untersuchungskommission. Weder hätten sich Spuren eines Brandbeschleunigers gefunden, noch würden Zeugenaussagen, die von Schwelgeruch vor dem eigentlichen Feuer berichteten, auf einen Anschlag hindeuten. Dieses Untersuchungsergebnis war politisch selbstverständlich weniger brisant als ein religiös motivierter Anschlag.
Der Gujarat High Court erklärte die Einrichtung der Untersuchungskommission allerdings für illegal, da der Bundesregierung die rechtliche Kompetenz gefehlt habe, sie überhaupt einzusetzen, so dass ihre Ergebnisse nicht weiter zu berücksichtigen seien. Die Ereignisse waren hoch politisiert, mit der hindunationalistischen Regierung des Bundesstaates auf der einen Seite und der von der Kongresspartei geführten Bundesregierung auf der anderen.

## Folgen

### Unmittelbare Folgen
59 Menschen starben, 43 wurden verletzt. In der Folge des Brandanschlags wurden 51 Personen wegen Brandstiftung, Landfriedensbruch und Plünderung festgenommen, darunter auch Kommunalpolitiker aus Godhra, die den Anschlag aktiv unterstützt haben sollten.

### Unruhen und Massaker
Der Anschlag löste größere und mehrwöchige Unruhen in Gujarat aus, bei denen 1000 bis 2000 Menschen ums Leben kamen. Vermutet wurde, dass der Anschlag auf den Zug ausgeführt worden sei, damit Unruhen ausbrächen. Die ganz überwiegende Mehrheit der Getöteten waren Moslems, die in Racheakten unterschiedslos angegriffen wurden, in den Pogromen kam es zu Massenvergewaltigungen, der Ermordung von Kindern und umfangreich zu Plünderungen und Brandstiftungen, ohne dass die lokale – hindunationalistische – Staatsregierung mit der ihr unterstehenden Polizei eingriff. Nachträglich wurden dem Geschehen Charakteristika einer ethnischen Säuberung zugesprochen, es sei weit über religiös-kommunalistische Unruhen hinausgegangen, denn es hätte systematischen Charakter gehabt. Ganz offenbar seien die hindunationalistischen – und teilweise Uniformen des RSS tragenden – Täter gut vorbereitet gewesen und hätten bei der Auswahl der Ziele und Opfer Zugriff auf interne Wählerregister des Staates gehabt.

### Aufarbeitung
Wegen der politisch-religiös hohen Brisanz dieses Anschlages entwickelte sich seine Aufarbeitung zu einem jahrelangen juristischen Hindernislauf. Auch an den Erklärungen der Untersuchungskommissionen und den Erkenntnissen aus dem Strafverfahren gab es erhebliche Zweifel.

#### Nanavati-Shah-Kommission
Die Regierung von Gujarat setzte am 6. März 2002 eine Untersuchungskommission ein. Sie bestand zunächst ausschließlich aus einer Person, dem pensionierten, ehemaligen Richter am Gujarat High Court, K. G. Shah. Dies und die große Nähe Shahs zu dem hindu-nationalistischen Politiker Narendra Modi, damals Chief Minister (Regierungschef) von Gujarat, stieß auf erhebliche Kritik seitens der Opfer, von Bürgerrechtsorganisationen und politischen Parteien. Daraufhin wurde die Kommission um den pensionierten Richter am Supreme Court of India, G. T. Nanavati, erweitert.
Die Kommission benötigte insgesamt sechs Jahre, um zu einem Ergebnis zu kommen. Sie wertete 40.000 Dokumente aus und vernahm 1000 Zeugen. Im März 2008 starb K. G. Shah, kurz bevor der erste Bericht am 6. April 2008 veröffentlicht wurde. Der Auftrag an die Untersuchungskommission wurde insgesamt 22-mal verlängert. Der zweite, endgültige, Bericht lag sogar erst im Juni 2014 vor. Die Berichte stellten fest, dass eine geplante Brandstiftung Ursache der Katastrophe war. Da der Bericht insoweit die Regierung von Gujarat entlastete, wurde sein Wahrheitsgehalt von der Opposition und auch von dritter Seite bezweifelt.

#### Bundes-Untersuchung
Nach dem Wahlsieg der United Progressive Alliance (UPA) auf Bundesebene am 17. Mai 2004 wurde Lalu Prasad Yadav indischer Eisenbahnminister. Im September 2004 – zweieinhalb Jahre nach dem Vorfall – setzte er Umesh Chandra Banerjee, vormals Richter am Supreme Court of India ein, um den Vorfall zu untersuchen. Bereits im Januar 2005 kam er zu dem Ergebnis, dass es sich um einen Unfall gehandelt habe.
Dieses Ergebnis wurde von der Gegenseite als politische Vorgabe gewertet, um die Spannungen zwischen beiden Religionsgruppen zu entschärfen. Der Versuch misslang: Ein Opfer des Vorfalls klagte gegen die Verwendung des Berichts durch die Regierung vor dem obersten Gericht von Gujarat, das die Untersuchung als verfassungswidrig, rechtswidrig und nichtig einstufte, sie für ein Bilderbuchbeispiel der politischen Einflussnahme in unlauterer Absicht einstufte und feststellte, dass sie auf der Hand liegende Beweise einfach ignoriere. Das Gericht untersagte der Regierung, den Bericht dem Parlament vorzulegen.

#### Strafprozess
Zunächst im Mai 2002 wurden 66 Personen aus der Menge, die den Zug angegriffen hatte, verhaftet, letztendlich 107 Personen angeklagt. 57 der ursprünglich 66 Beschuldigten wurde vorgeworfen, bei dem Angriff auf den Zug aktiv beteiligt gewesen zu sein, die Feuerwehr daran gehindert zu haben, den brennenden Zug zu erreichen und den Zug anschließend gestürmt zu haben. Den elf anderen wurde nur vorgeworfen, Teil des Mobs gewesen zu sein.
Von den letztendlich 107 Angeklagten waren 8 Jugendliche, deren Verfahren vom Hauptverfahren abgetrennt und gegen die in einem gesonderten Jugendstrafverfahren verhandelt wurde. 5 weitere Angeklagte verstarben während des Verfahrens.
In dem Strafprozess wurden 253 Zeugen vernommen und 1500 Schriftstücke als Beweismittel vorgelegt. Im November 2003 setzte der Oberste Gerichtshof von Indien den Prozess aus, da unklar war, ob die erhobene Anklage nach dem Prevention of Terrorism Act, 2002 (POTA) zulässig war. Dieses Zwischenverfahren zog sich bis zum Mai 2005 hin. Die Entscheidung sprach sich dagegen aus, den POTA in dem Verfahren anzuwenden. Im Mai 2010 entschied der oberste Gerichtshof in diesem und acht anderen Fällen, in denen es um politisch motivierten Aufruhr ging, dass ein Urteil nicht verkündet werden dürfe. Diese zweite prozessuale Unterbrechung dauerte bis Anfang 2011, als das Verbot aufgehoben wurde. Daraufhin setzte das Gericht den Termin für die Urteilsverkündung auf den 22. Februar 2011 fest.
Das Gericht sprach 63 Angeklagte aufgrund fehlender Beweise frei. 31 Angeklagte verurteilte es wegen Mordes und Bildung einer kriminellen Vereinigung, elf davon zum Tod. Das waren diejenigen, die sich am Abend vor dem Anschlag dazu verabredet hatten, und diejenigen, die das Petroleum in den Schlafwagen gegossen und angezündet hatten. Die Übrigen erhielten lebenslange Freiheitsstrafen. Sowohl die Verurteilten als auch die Staatsanwaltschaft gingen gegen das Urteil in Revision, was erfolglos blieb.

### Filme
- Chand Bujh Gaya (deutsch: Der verloschene Mond), 2005, nutzt den Brandanschlag von Godhra als Hintergrund für eine Liebesgeschichte.
- Kai Po Che nutzt den Brandanschlag von Godhra als Hintergrund für seine Haupthandlung, die wiederum auf dem Roman The 3 Mistakes of My Life von Chetan Bhagat beruht.
- Final Solution, 2004, ist ein Dokumentarfilm des Regisseurs Rakesh Sharma über den Brandanschlag von Godhra und die folgenden Unruhen in Gujarat. Der Film wurde 2004 in Indien von der Zensurbehörde mehrere Monate lang verboten.[44][45]